# غريس فرنالد
جريس ماكسويل فيرنالد (29 نوفمبر 1879 - 16 يناير 1950) كانت عالمة نفس تربوية وشخصية مؤثرة في تعليم القراءة والكتابة في أوائل القرن العشرين. أنشأ فيرنالد "أول عيادة للتعليم العلاجي في عام 1921 في جامعة كاليفورنيا، لوس أنجلوس" من خلال تتبع ميول التعلم عن طريق اللمس إلى كوينتيليان وسيغوين ومونتيسوري، دفعت طريقة فيرنالد للتهجئة والقراءة الحركية الطلاب المتعثرين إلى تتبع الكلمات. سنوات من البحث بلغت ذروتها في عام 1943 بعملها الكلاسيكي، التقنيات العلاجية في المواد الدراسية الأساسية. إن الطريقة الحركية الشعبية ترسيخ التعليم الحديث في مجالات التعليم الخاص والقراءة العلاجية. تم تضمين التعلم الحركي أيضًا كواحد من الذكاءات المتعددة لهوارد جاردنر. فكرة فيرنالد لدمج العناصر المادية مع العناصر السمعية واللفظية والبصرية لتعليم القراءة، والمعروفة الآن باسم "VAKT"، يستمر التعلم متعدد الوسائط، أو الصور متعددة الحواس، في توجيه المعلمين اليوم.

## طريقة فرنالد
```
تعتبر هذه الطريقة من الطرق التقليدية الا ان الكثير من الجهات التعليمية 
والمدارس
 لا تستكمل الطريقة بصورتها الصحيحة بل يتم استخدام اجزاء منها فقط مما يعيق أو يقلل الفائدة العلمية لدى الطالب Hو المتعلم
```

طريقة لتدريس القراءة للتلاميذ باستخدام اربع قنوات حسية في التدريس، وهي:

السمع والبصر والحركة والمس 

وتعتمد على خبرات التلميذ اللغوية كمنطلق حيث تستخدم الكلمات الموجودة في الحصيلة التلميذ اللغوية كمثيرات للمعلم وتتكون هذه الطريقة من أربعة مراحل:
1- تتبع الكلمات المكتوبة لمساً.
2- النظر إلى الكلمة المكتوبة قائلا أيها .
3- النظر والنطق .
4- معرفة الكلمة بمقارنتها بكلمة لديه .
1. 1 2 3 4 5 6  Marilyn Bailey Ogilvie (16 Dec 2003). The Biographical Dictionary of Women in Science: Pioneering Lives From Ancient Times to the Mid-20th Century (بالإنجليزية). Routledge. Vol. 1. p. 442. ISBN:978-1-135-96342-2. OCLC:174736794. OL:34099M. QID:Q28721132.